# Дюннинг, Ян
Ян Гезинюс Дюннинг (нидерл. Jan Gezinyus Dunning; род. 5 декабря 1959, Гронинген, Нидерланды) — нидерландский корпоративный топ-менеджер, в настоящее время исполнительный директор ПАО «Магнит».

## Биография
Ян Дюннинг родился  5 декабря 1959 года в Гронингене. Окончил Гронингенский университет в 1983 году, где получил степень бакалавра по современной истории. В Амстердамском университете в 1989 году получил степень MBA. Позже, прошёл курс повышения квалификации руководителей в Лондонской школе бизнеса (2007) и INSEAD (2008).
В 1989 году начал работать в сфере розничной торговли. Дюннинг впервые получил должность в немецкой компании Aldi Retail в Нидерландах, став региональным менеджером. С 1994 по 2000 год являлся директором по продажам и развитию Aldi Retail. Его следующей должностью стал пост генерального директора торговой компании Lucas Klamer, являющейся дочерней компанией Metro Group.
В 2003 году Дюннинг стал директором по продажам в российском отделении Metro Cash & Carry, где затем также работал на должности операционного директора. Тогда компания определяла своё место на рынке как центр мелкооптовой торговли для обладателей специальных карточек. В 2004 году данная сеть являлась второй по обороту в России. За шесть лет работы в Metro бизнес сети вырос с 4 до 48 магазинов. Некоторое время Дюннинг являлся главой украинского сегмента Metro Cash & Carry.
В ноябре 2009 года получил пост генерального директора сети магазинов «Лента». Приход Дюннинга в «Ленту» был связан с окончанием почти двухлетнего корпоративного конфликта между двумя акционерами компании — Августом Мейером и Олегом Жеребцовым, которые настаивали на назначении собственных генеральных директоров. В мае 2010 года между акционерами компании (Августом Мейером с 40,6 % акций и новыми владельцами компании — фондами TPG Capital и «ВТБ Капитал» с 30,8 % акций) вновь начались разногласия, вылившееся в отстранение Мейером Яна Дюннинга, которого в свою очередь, поддерживали TPG Capital и «ВТБ Капитал». Новым генеральным директором был назначен Сергей Ющенко.
17 августа 2010 года Дюннинг повторно был назначен генеральным директором «Ленты». Данное решение не удовлетворило Ющенко, который подал заявление в УФНС № 15 по Санкт-Петербургу с просьбой проверить законность назначения Дюннинга, поскольку смена гендиректора произошла без ведома Августа Мейера. В начале сентября 2010 года ФНС по Приморскому району Санкт-Петербурга отказала Сергею Ющенко в регистрации в едином государственном реестре юридических лиц (ЕГРЮЛ) в качестве гендиректора компании.
14 сентября 2010 года Сергей Ющенко и Председатель совета директоров «Ленты» Дмитрий Костыгин был задержан правоохранителями в главном офисе «Ленты» на улице Савушкина в Санкт-Петербурге. Дюннинг пришёл в сопровождении ОМОН и своей охраны в офис компании, куда им помешали войти сотрудники охраны офиса, а Ющенко и Костыгин забаррикадировались в помещении. В ходе массовой драки была вызвана полиция, которая с применением слезоточивого газа и оружия задержала более 20 оборонявшихся. После этого Дюннинг смог попасть в кабинет гендиректора. Позже, Арбитражный суд Петербурга и Ленинградской области подтвердил законность нахождения Дюннинга на своём посту. В апреле 2011 года в 13-й Арбитражный апелляционный суд признал незаконной регистрацию в ЕГРЮЛ Яна Дюннинга в качестве генерального директора «Ленты». В августе 2011 года, Мейер и его партнёры, в том числе Костыгин и Ющенко продали свою долю акций за 1,1 миллиард долларов.
В 2013 году Дюннинг вошёл в совет директоров компании. В феврале 2014 года его полномочия на посту гендиректора «Ленты» были продлены на пятилетний срок. В 2014 году «Лента», возглавляемая Дюннингом, провела IPO и несмотря на политический конфликт на Украине привлекла 950 миллионов долларов, достигнув капитализации в 4,3 миллиардов долларов. На SPO в марте 2015 года «Лента» получила 225,28 миллионов долларов. Под управлением Дюннинга компания в ноябре 2017 года стала членом закупочного союза европейских ритейлеров European Marketing Distribution. В конце 2018 года стало известно об уходе Дюннинга из «Ленты». За десять лет работы Яна Дюннинга в «Ленте» компания сумела стать одной из самых быстрорастущих ритейлеров в России.
В январе 2019 года Дюннинг стал президентом компании «Магнит» и вошёл в её совет директоров. После появления новостей о назначении Дюннинга, акции «Магнита» на Московской бирже выросли на 4 %. В начале июня 2019 года Дюннинг был переизбран президентом компании на трёхлетний срок, а также назначен председателем комитета Совета директоров по стратегии компании. Кроме того, он увеличил свою долю акций в уставном капитале «Магнита» до 0,103775 %. В результате ухода Ольги Наумовой с поста генерального директора «Магнита», в июле 2019 года, Дюннинг начал временно исполнять её функции.

## Награды
- Орден Дружбы (16 апреля 2020 года, Россия) — за заслуги в укреплении мира и сотрудничества между народами, развитии международных экономических отношений в области торговли[32].